# Leordina (gmina)
Leordina – gmina w Rumunii, w okręgu Marmarosz. Obejmuje tylko jedną miejscowość Leordina. W 2011 roku liczyła 2547 mieszkańców.